# Mozgósítás

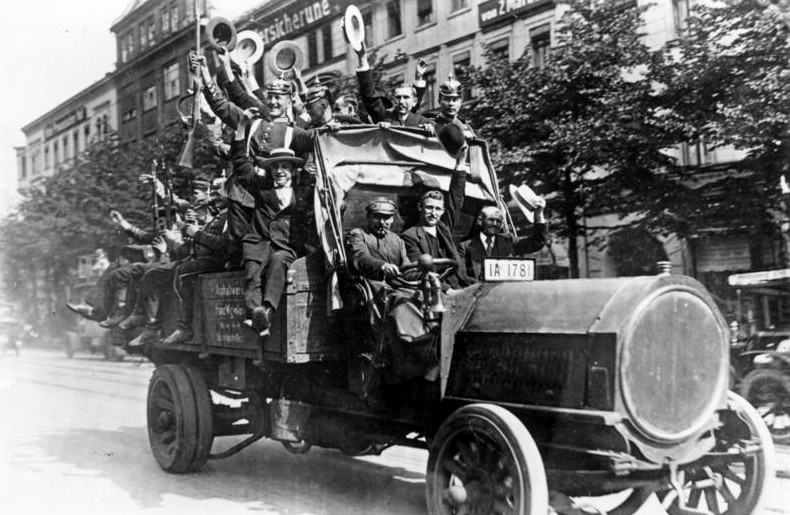
Mozgósítás Berlinben az első világháború idején

A mozgósítás, gyakran használt latin eredetű szóval mobilizáció, egy ország haderejének és katonai erőforrásainak háborús készenlétbe helyezése támadás céljára avagy közvetlenül várható, esetleg már bekövetkezett támadással szemben. Gyakori rövidítése szóösszetételekben, hivatali zsargonban az M betű (M-tartalék, M-készlet). A mozgósítás lehet általános vagy részleges, nyílt vagy rejtett. Ellentéte a leszerelés, a demobilizáció.
Mozgósítás esetén a haderőt a békebeli keretállományról háborús szintre töltik fel, behívják tartalékosokat, szabadságolt katonákat és más személyzetet. Felszabadítják a nemzetgazdaság háborús célokra tartalékolt készleteit, és a gazdaságot hadi gazdálkodásra állítják át. A nyilvántartott belső ellenzéki erőket, a szembenálló államok ott tartózkodó állampolgárait, az ismert ellenséges ügynököket letartóztatják, internálják.
Feszült nemzetközi helyzet esetén maga a mozgósítás elrendelése is lehet casus belli, háborús indok a szemben álló fél számára. Emiatt is előfordult a nemzetközi gyakorlatban a rejtett mozgósítás is, amikor igyekeztek titokban tartani a katonai előkészületeket.